# Geamandura (piesă de teatru)
Geamandura este o piesă de teatru a autorului român Tudor Mușatescu.

## Prezentare
Pe malul mării, într-un cort, locuiesc Zeiss și Rembrandt, fiind vizitați și de vecinul Hussein și de tânărul Alagrec. Zeiss o salvează pe Luna de la înec și toți se îndrăgostesc de ea fără să recunoască. Ea a încercat să se sinucidă deoarece fostul ei logodnic nu era de acord ca ea să aibă o viață de actriță. Zeiss semnează cu Luna un contract pe un an pentru o căsnicie de ochii lumii pentru ca ea să-și poată îndeplini visul, de asemenea Luna putea moșteni o sumă de bani numai dacă era căsătorită. După un an cei doi se despart, iar Luna se căsătorește cu Rembrandt. Zeiss, pe ascuns, scrie o piesă de teatru numită Geamandura, piesă de teatru care îi aduce consacrarea Lunei ca actriță de teatru.  

## Personaje
- Zeiss
- Luna, o fată de 20 de ani salvată de la înec de Zeiss
- Rembrandt, prietenul lui Zeiss
- Hussein
- Alagrec
- Un mesager

## Reprezentații
La 30 mai 1970 a avut loc o punere în scenă sub regia lui Gabriel Negri, muzica de Vasile Veselovski; cu Mitică Popescu ca Zeiss, Lucia Doroftei ca Luna, Florin Măcelaru ca  Rembrandt, Boris Petroff ca Hussein, Constantin Ghenescu ca Alagrec, Mihai Marinescu ca un mesager.
La  23 iunie 1973 a avut loc o punere în scenă la Teatrul Național din Cluj sub regia lui George Gherasim, cu Bucur Stan și Eugen Nagy  ca Zeiss, Petre Moraru  ca Rembrand, Ion Marian  ca Alagrec,  Melania Ursu ca Luna și Gheorghe Jurcă  ca Hussein.

## Teatru radiofonic
- Geamandura - cu Virgil Ogășanu, Ion Caramitru, Rodica Mandache, Ștefan Mihăilescu-Brăila, Mișu Fotino. Regia artistică: Dan Puican.